# Werner Narten
(Georg) Werner Narten (* 13. Dezember 1832 in Hannover; † 29. Juni 1889 in Kassel) war ein deutscher Architekt.

## Leben
Werner Narten, Bruder von Adolf und Hermann Narten, studierte 1851–1856 an der Polytechnischen Schule Hannover. Als einer der besten Schüler von Conrad Wilhelm Hase wurde er dessen Mitarbeiter an der Kirche in Hilter. Der Bau wurde in zweieinhalb Jahren fertiggestellt und am 14. Dezember 1859 eingeweiht.
Ab 1860 arbeitete er selbstständig in Hannover. 1863/1864 arbeitete er mit seinem Freund Adelbert Hotzen am Schlossbau in Hastenbeck. Ab 1863 war er Büroleiter bei Hase. 1865–1869 leitete er in Lüneburg die Restaurierung der Nikolaikirche und war Hilfslehrer an der dortigen Gewerbeschule.
Nachdem er sich um 1869 mit Hase zerstritten hatte, führte er ein eigenes Büro in Lübeck. 1870 wurde er in Kassel als Nachfolger von Carl Schäfer Lehrer für Baukunst an der Höheren Gewerbeschule Kassel und 1872–1880 auch an der gewerblichen Zeichenschule. Zu seinen Schülern und späteren Mitarbeitern zählte 1885–1888 Louis Angermann (1861–1892), der zahlreiche seiner Projekte zu Ende führte.

## Werke
Zusammen mit seinem Bruder Adolf Narten restaurierte er um 1871 und um 1882 den sogenannten Dom in Meldorf. Er baute in Kassel 1871 das Gewerbemuseum mit Zeichenschule und in Hessen diverse Landkirchen, z. B. als Neubauten die evangelischen Kirchen in Heisebeck (1885), Haueda (1885/1886), die evangelische Adventskirche in Kassel (1886–1889), die evangelischen Kirchen St. Johannes (Gertenbach) (1888/1889), Ostheim (1889/1890) und die Martinskirche (Schönstadt) (1896–1897) sowie den Umbau der evangelischen Kirche in Trendelburg (1889–1891).

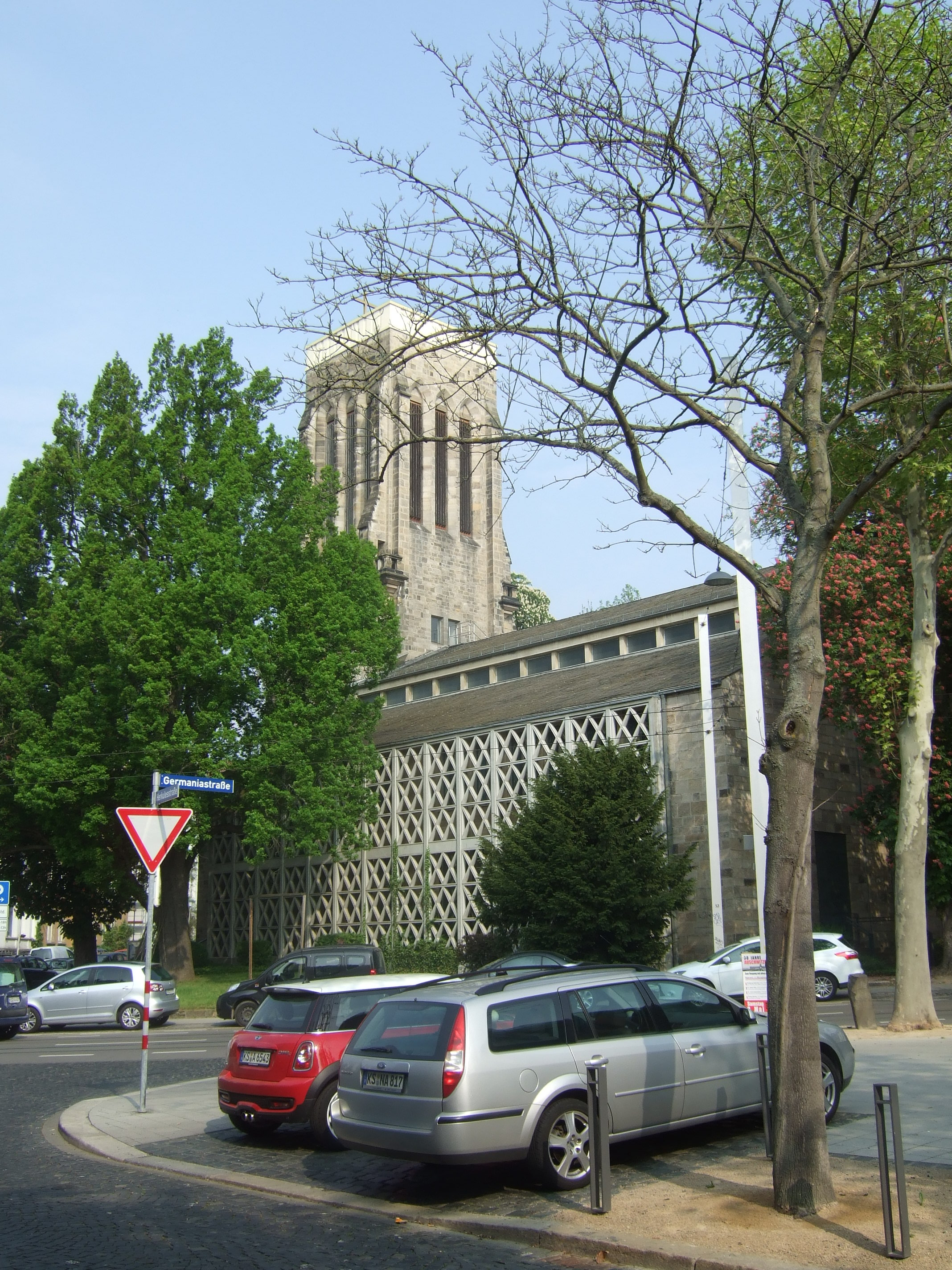
Adventskirche Kassel
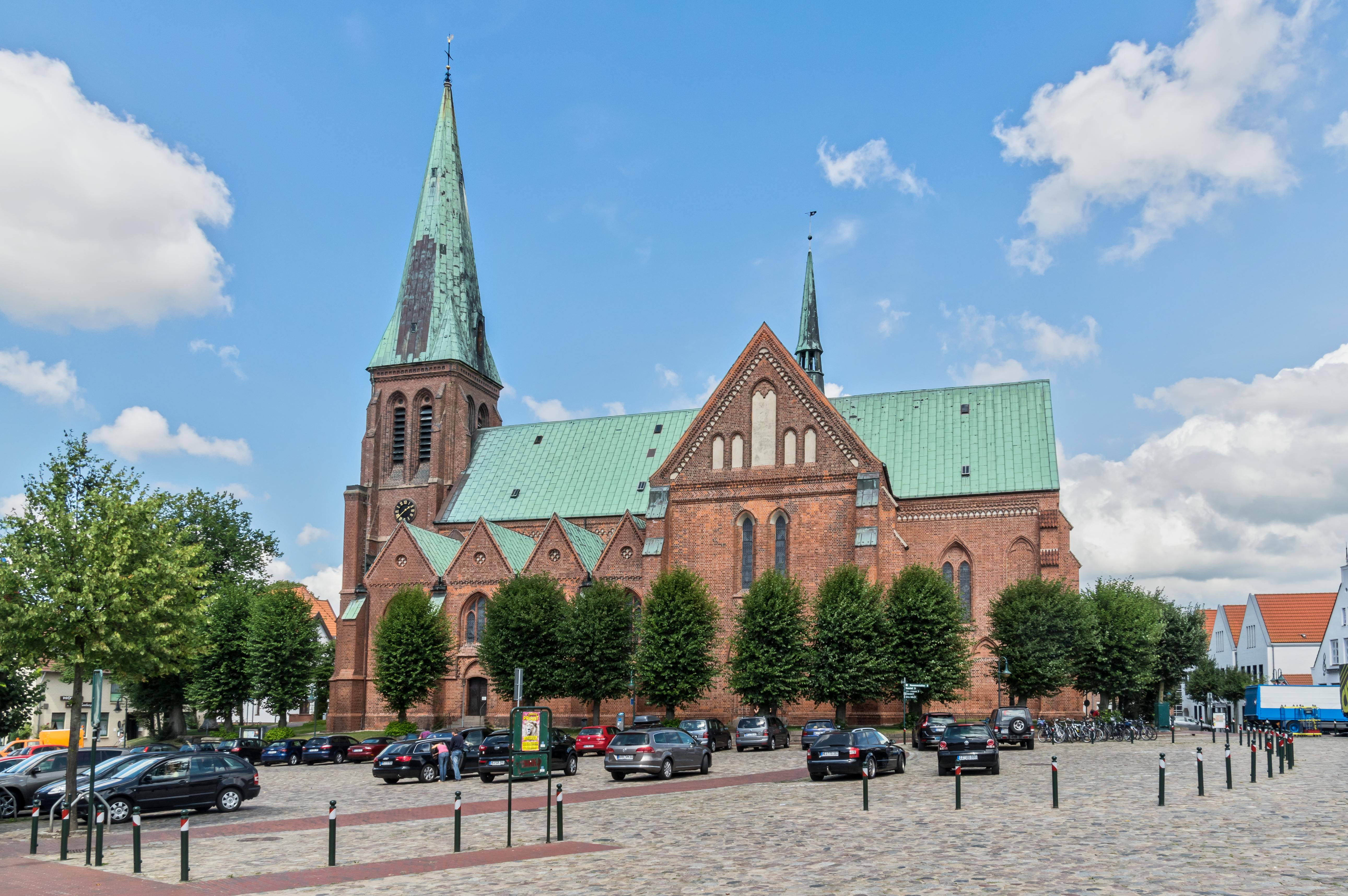
Dom Meldorf
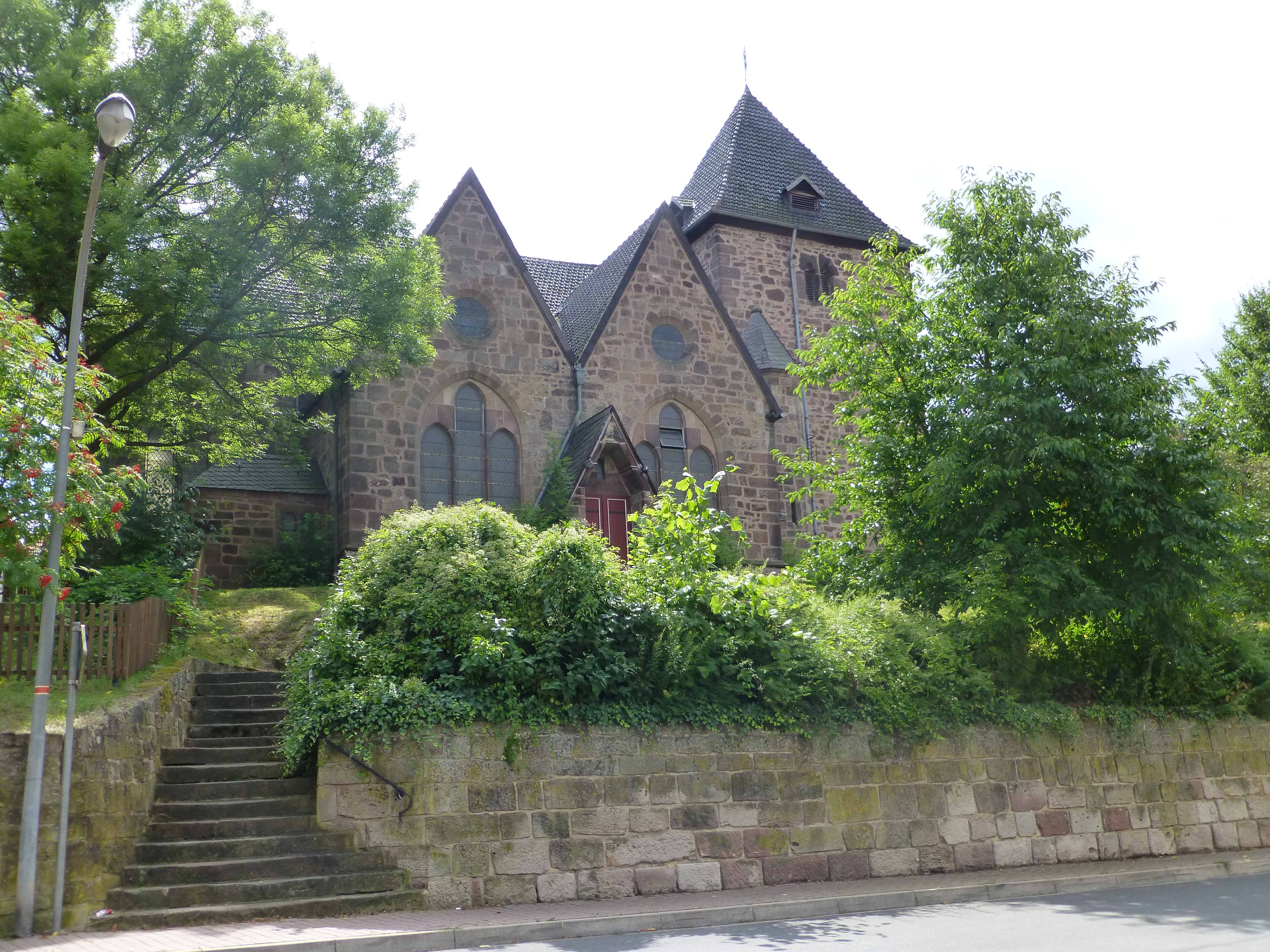
Kirche Gertenbach
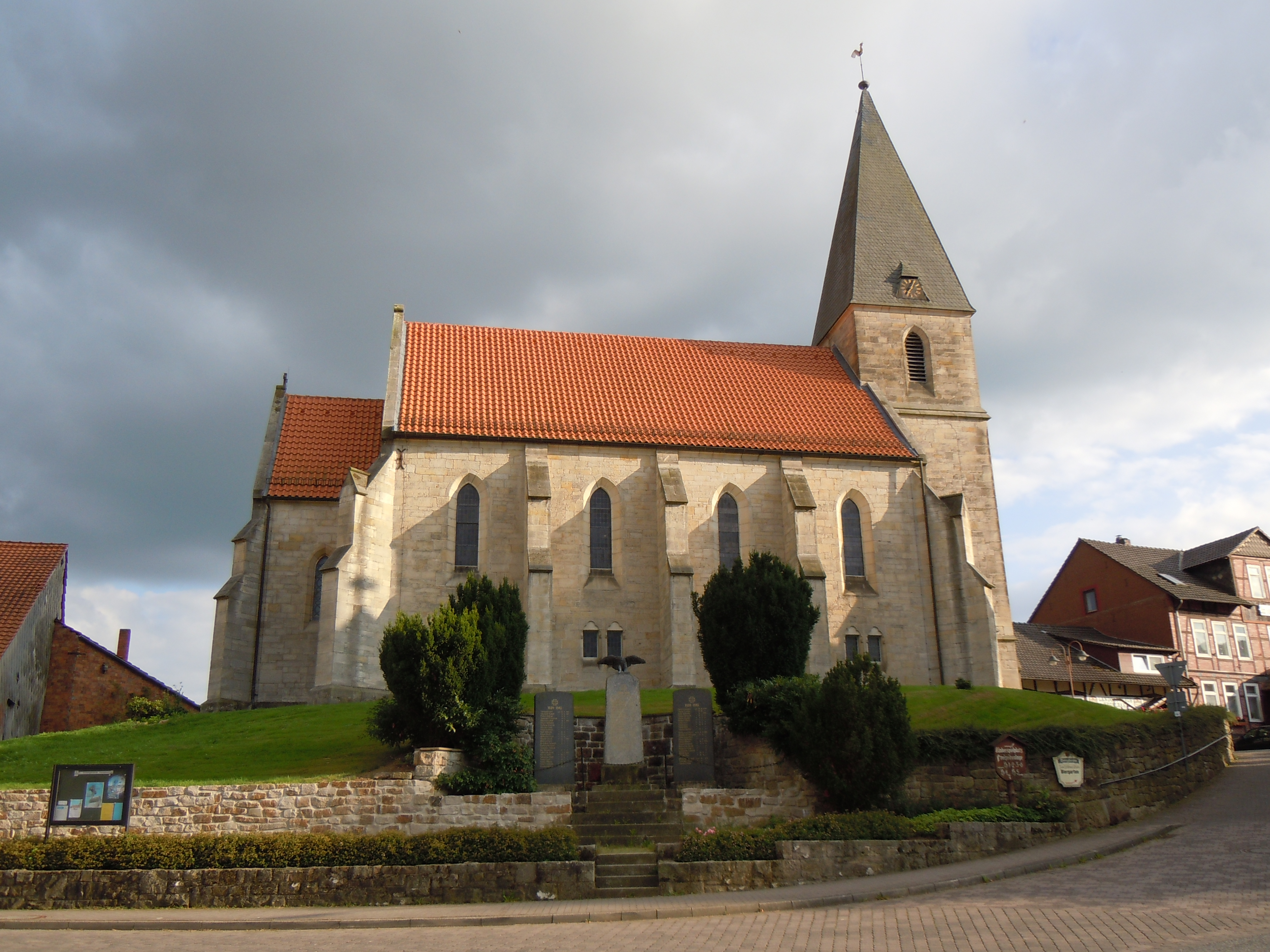
Kirche Heisebeck
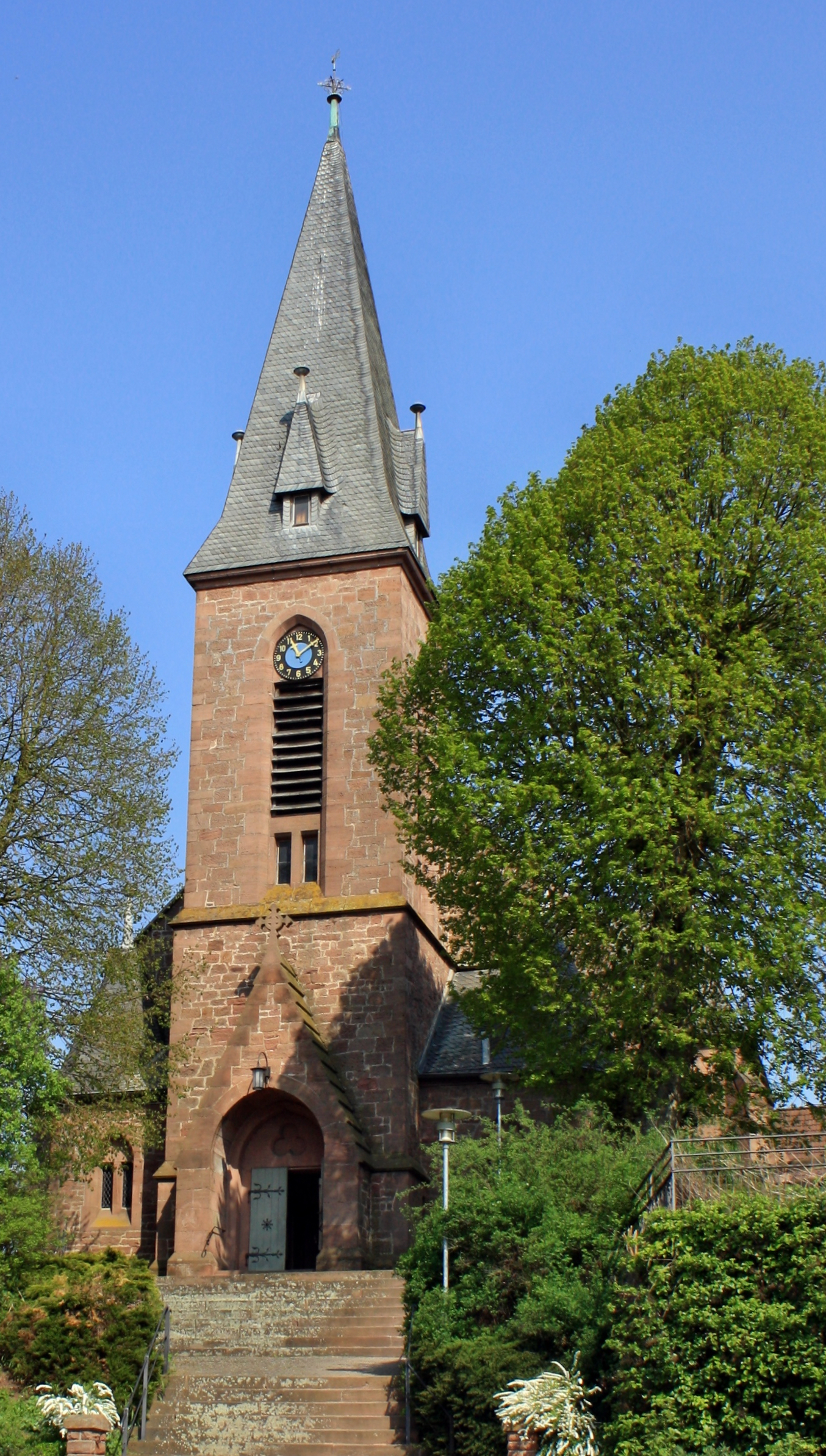
Martinskirche Schönstadt
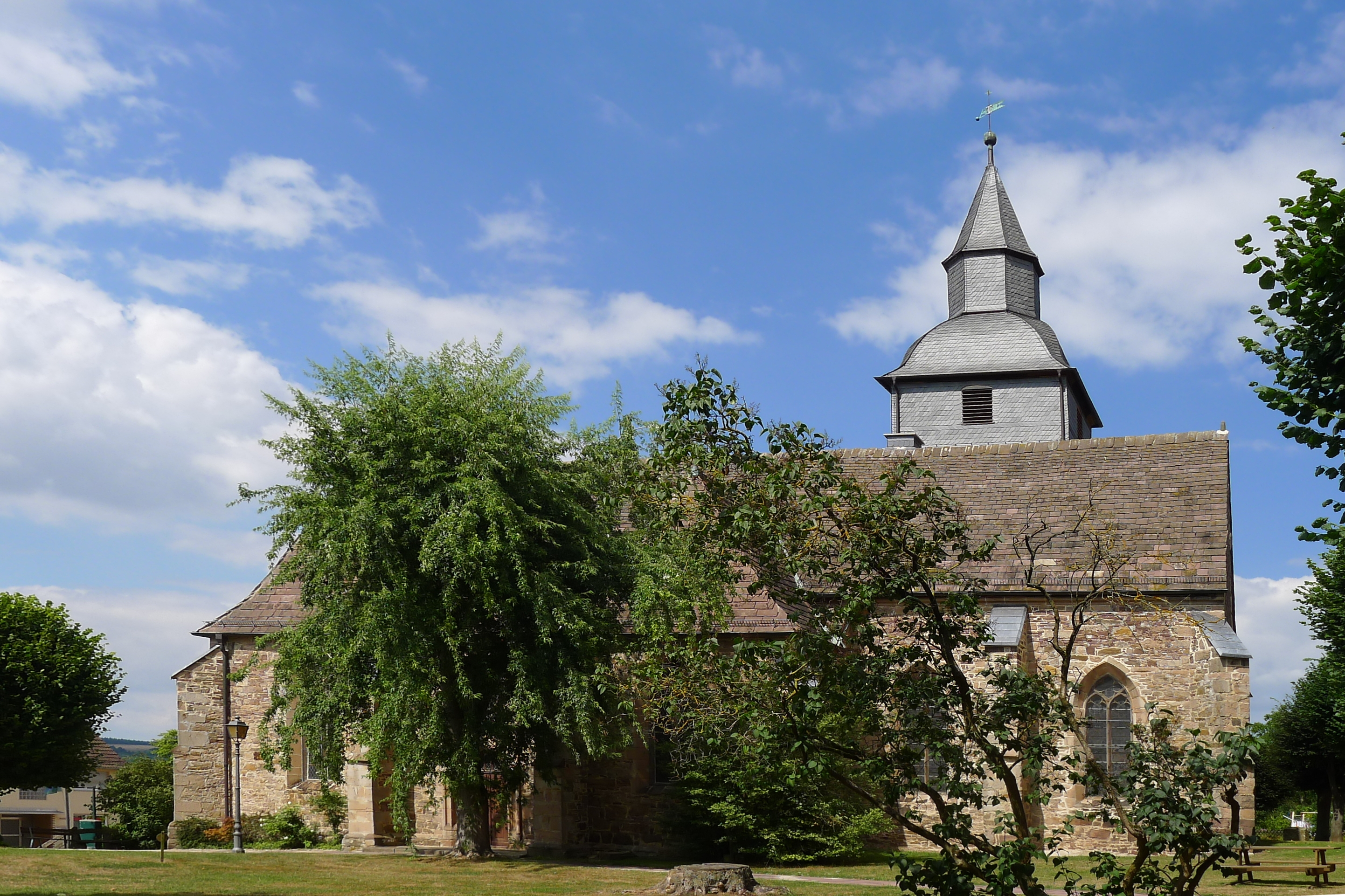
Kirche Trendelburg